# Ескуча
Ескуча (ісп. Escucha) — муніципалітет в Іспанії, у складі автономної спільноти Арагон, у провінції Теруель. Населення — 1015 осіб (2010).
Муніципалітет розташований на відстані близько 250 км на схід від Мадрида, 55 км на північний схід від міста Теруель.
На території муніципалітету розташовані такі населені пункти: (дані про населення за 2010 рік)
- Ескуча: 990 осіб
- Вальдеконехос: 25 осіб

## Демографія
Динаміка населення (INE ):

## Галерея зображень

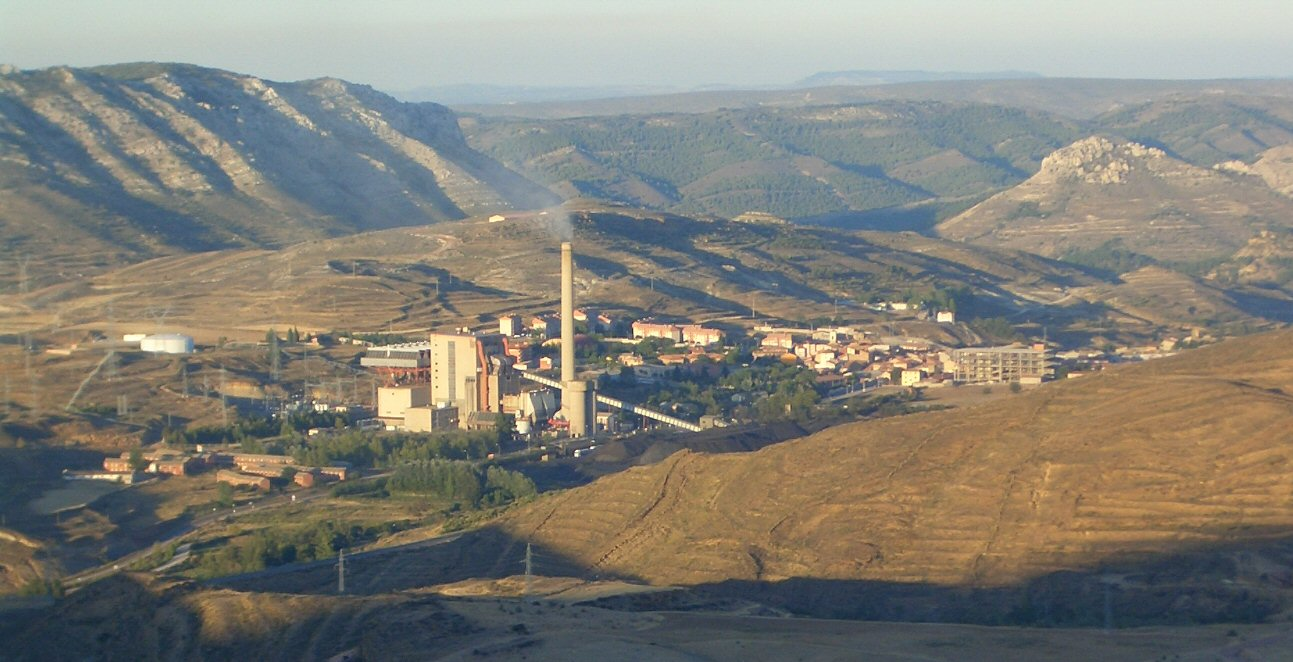
Панорама муніципалітету